# Проспект Будённого (Москва)
Проспе́кт Будённого (бывш. Слободской проезд (до 1922), Мейеровский проезд (1922—1974)) — одна из основных транспортных магистралей в Москве, расположенная в Восточном административном округе, на территории района Соколиная Гора.
Проспект берёт своё начало от Измайловского шоссе, далее идёт на юг и примыкает к шоссе Энтузиастов.

## Примыкающие улицы
Справа примыкает Семёновский проезд, слева — Кирпичная улица, Вольная улица, 10-я улица Соколиной Горы, 9-я улица Соколиной Горы, 8-я улица Соколиной Горы и Гаражная улица. Пресекает 5-ю и 3-ю улицы Соколиной Горы.

## История
До 1922 года назывался Слободской проезд из-за находившейся вблизи него Семёновской Слободы.

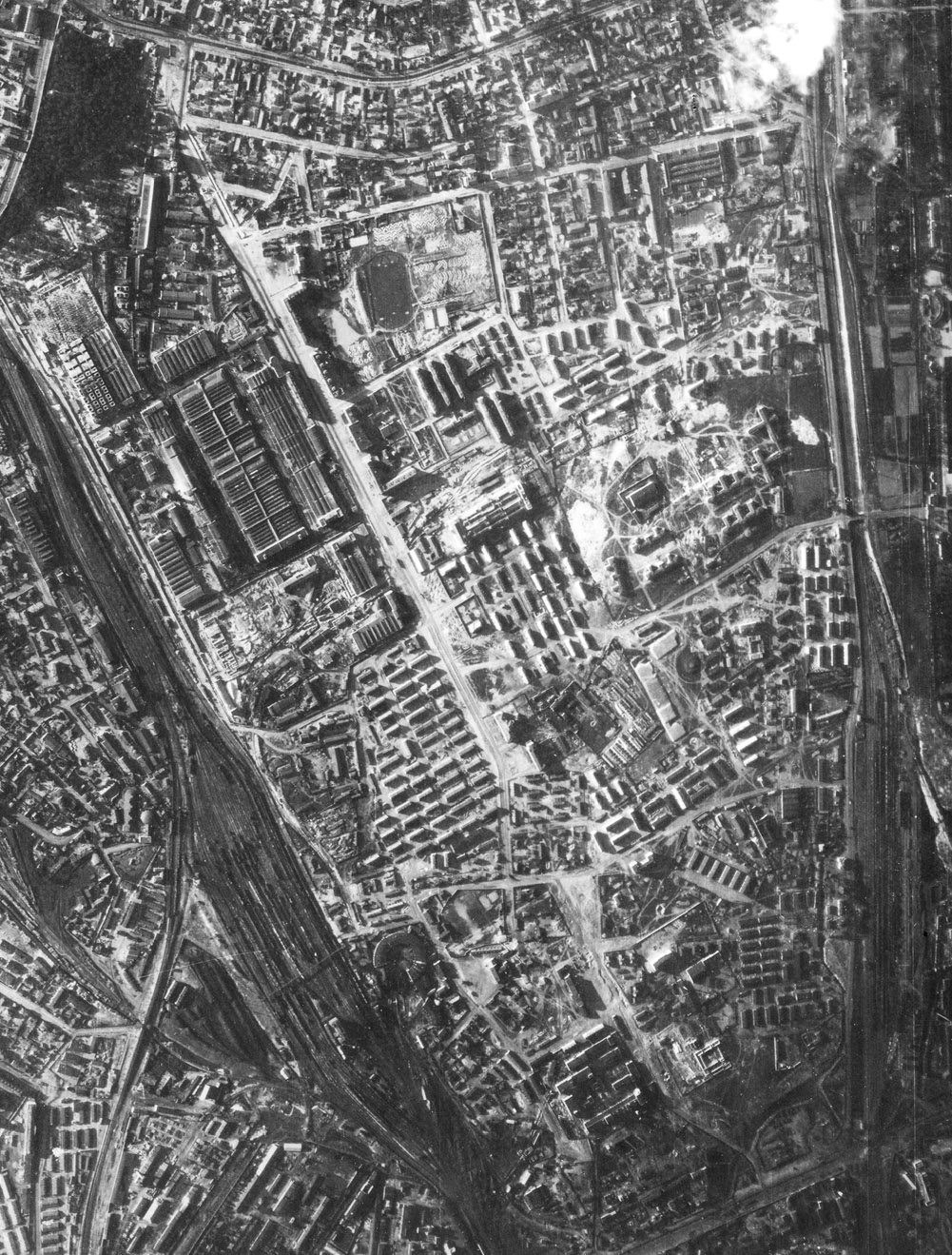
Мейеровский проезд на аэрофотоснимке 1941 года. Южная часть дороги не построена, на её месте застройка.

Потом он был переименован в Мейеровский проезд, так как рядом находилось садоводство К. И. Мейера. До второй половины 1960-х имел разрыв в районе 5-й улицы Соколиной горы
В 1974 году, после смерти маршала С. М. Будённого (1883—1973), проезд стал проспектом и был назван его именем.

## Примечательные здания и сооружения
По нечётной стороне
- № 15А — Лицей № 429 «Соколиная Гора»
- № 17А — Стадион «Крылья Советов»
- № 17Б — Гостиница «На Соколинке»
- № 21 — Брошенный Комбинат питания НПЦ газотурбостроения «Салют»
- № 23 — ОАО «Столичные Аптеки» № 4/91; Почта России, отделение связи 111537 (закрытого типа)
- № 25А — Филиал ВИАМ
- № 27А — Лицей № 429 «Соколиная Гора» (Дошкольное отделение № 2566)
- № 29А — Лицей № 429 «Соколиная Гора» (Дошкольное отделение № 1176)
- № 29/1 — Досуговый центр «Соколинка» (Филиал № 2)
- № 31 — Научно-исследовательский институт медицины труда имени академика Н. Ф. Измерова (НИИ МТ)
- № 33А — Автоклуб «Вода»
- № 35 — Московский государственный образовательный комплекс
- № 37 к.1 — ОАО «Столичные Аптеки» № 4/106
- № 39 к.1 — Сбербанк (доп. офис № 9038/0749), Досуговый центр «Соколинка» (Филиал № 4)
- № 43 — Первый в СССР четырёхэтажный каркасно-панельный жилой дом, собранный из тонких железобетонных плит-панелей. Построен зимой 1947—1948 годов. Проект разработан Институтом строительной техники Академии архитектуры СССР. В состав авторского коллектива входили Г. Ф. Кузнецов, В. И. Богомолов, Б. Н. Смирнов, А. М. Фукин, Н. В. Морозов, Т. П. Антипов и другие[2][3].
- № 47 — Детский сад № 1422
- № 53 — Компьютерный центр «Будённовский»

По чётной стороне
- № 14 — Дом культуры «Чайка»[вд]
- № 16А — НПЦ газотурбостроения «Салют» и дом 16 — сотрудников завода (в нём жил инженер Н. И. Маркин)
- № 18А — НПЦ газотурбостроения «Салют», Медико-санитарная часть № 26
- № 20 — Лицей № 429 «Соколиная Гора» (Дошкольное отделение № 93)
- № 30/8 — Лицей № 429 «Соколиная Гора» (Дошкольное отделение № 1905); Почта России, отделение связи 105118
- № 32 — Клуб ДОРПРОФСОЖа (1928—1930, архитектор Г. П. Гольц)[4], ныне — Центр досуга и культуры «Соколиная Гора»

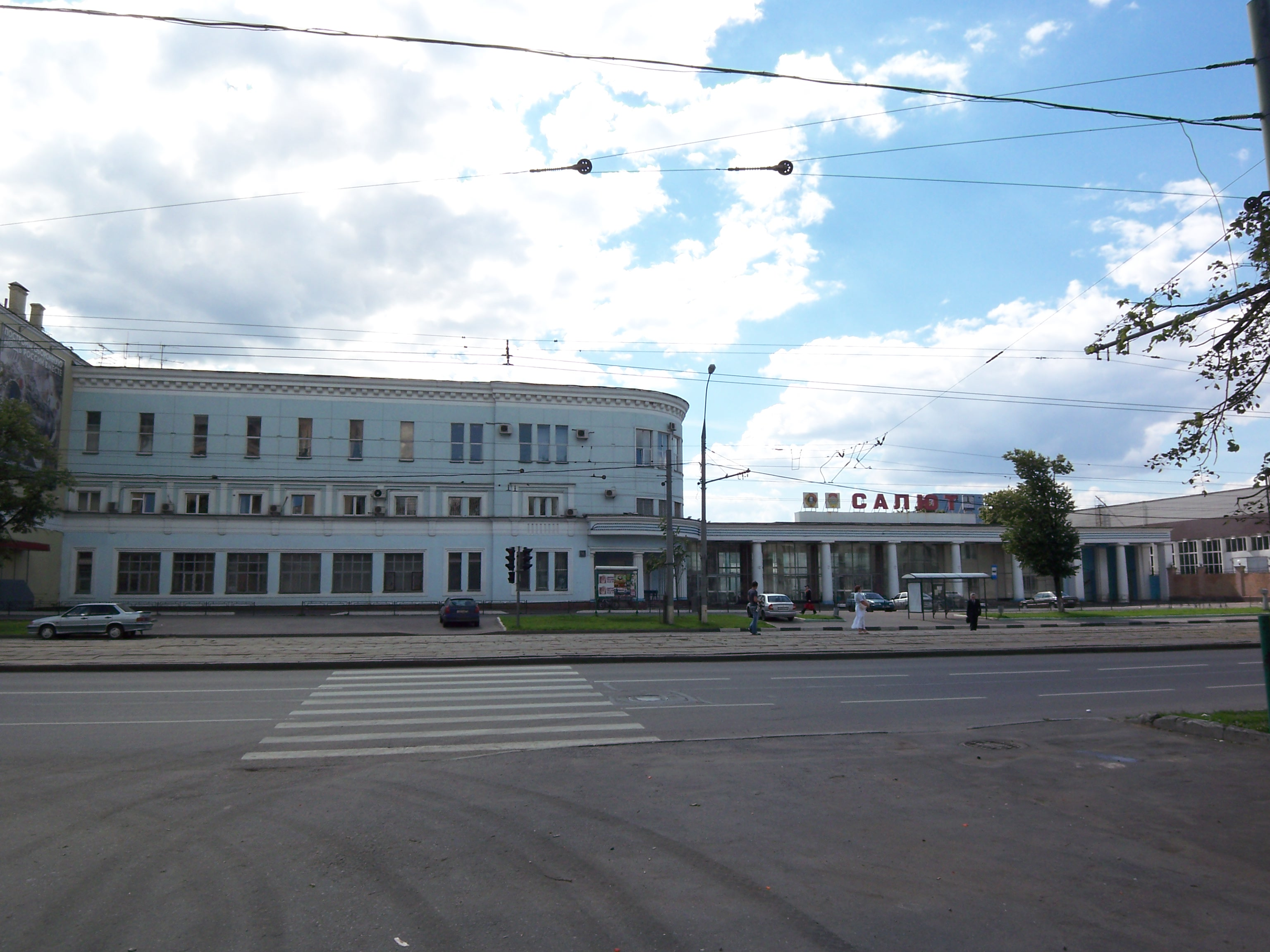
Дом № 16, корпус 53, проходная НПЦ газотурбостроения «Салют»
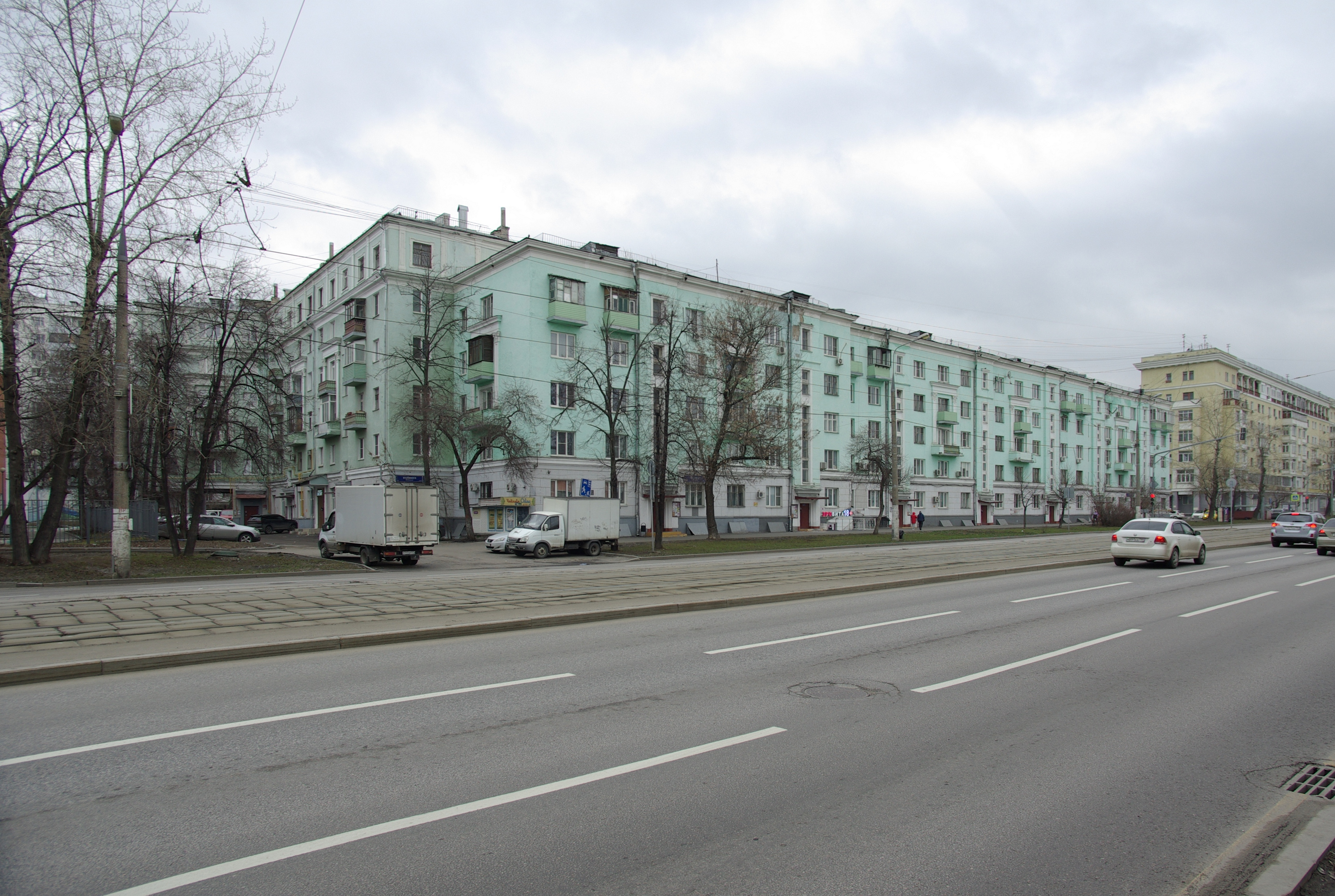
Дом № 17
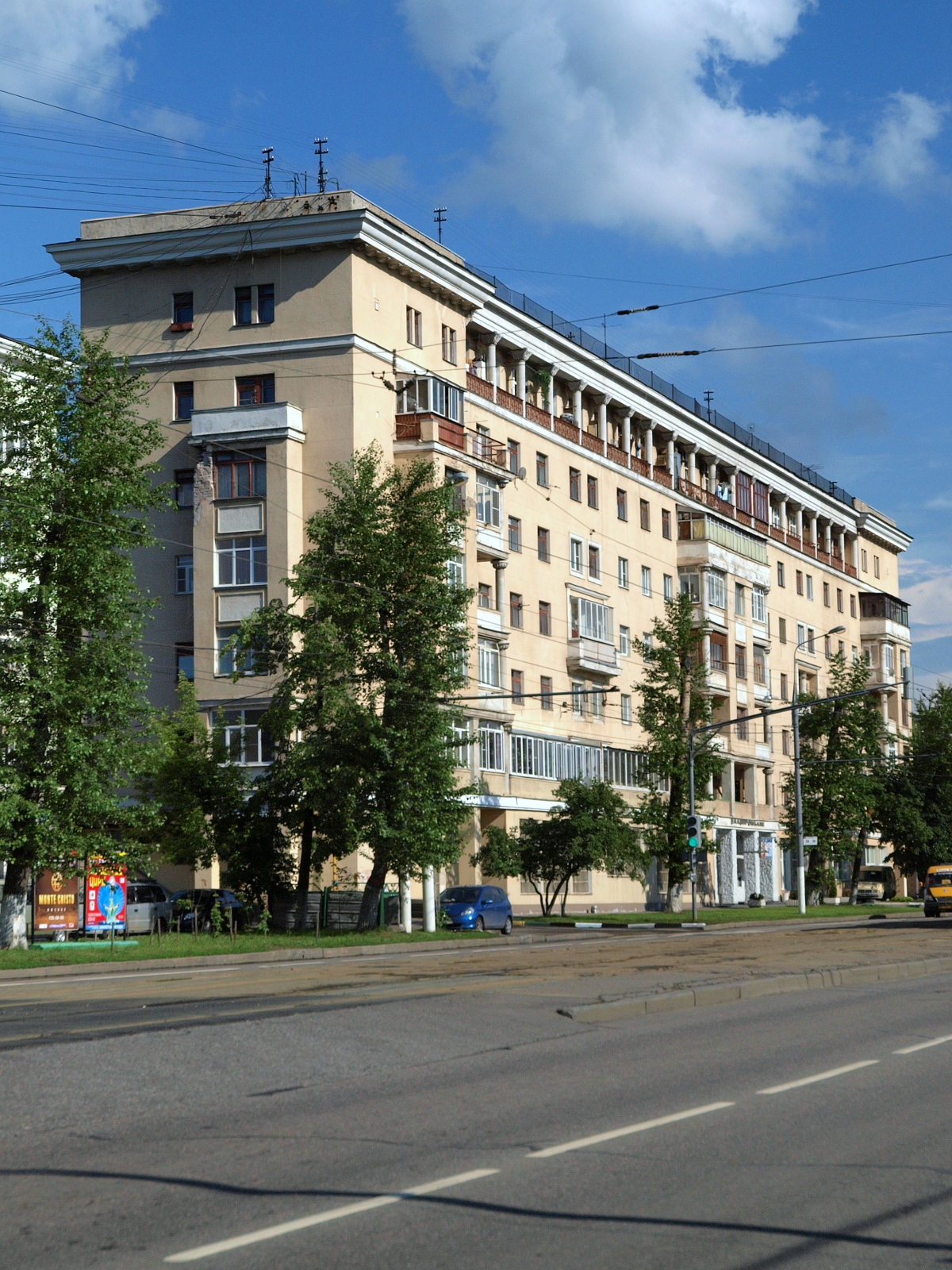
Дом № 19
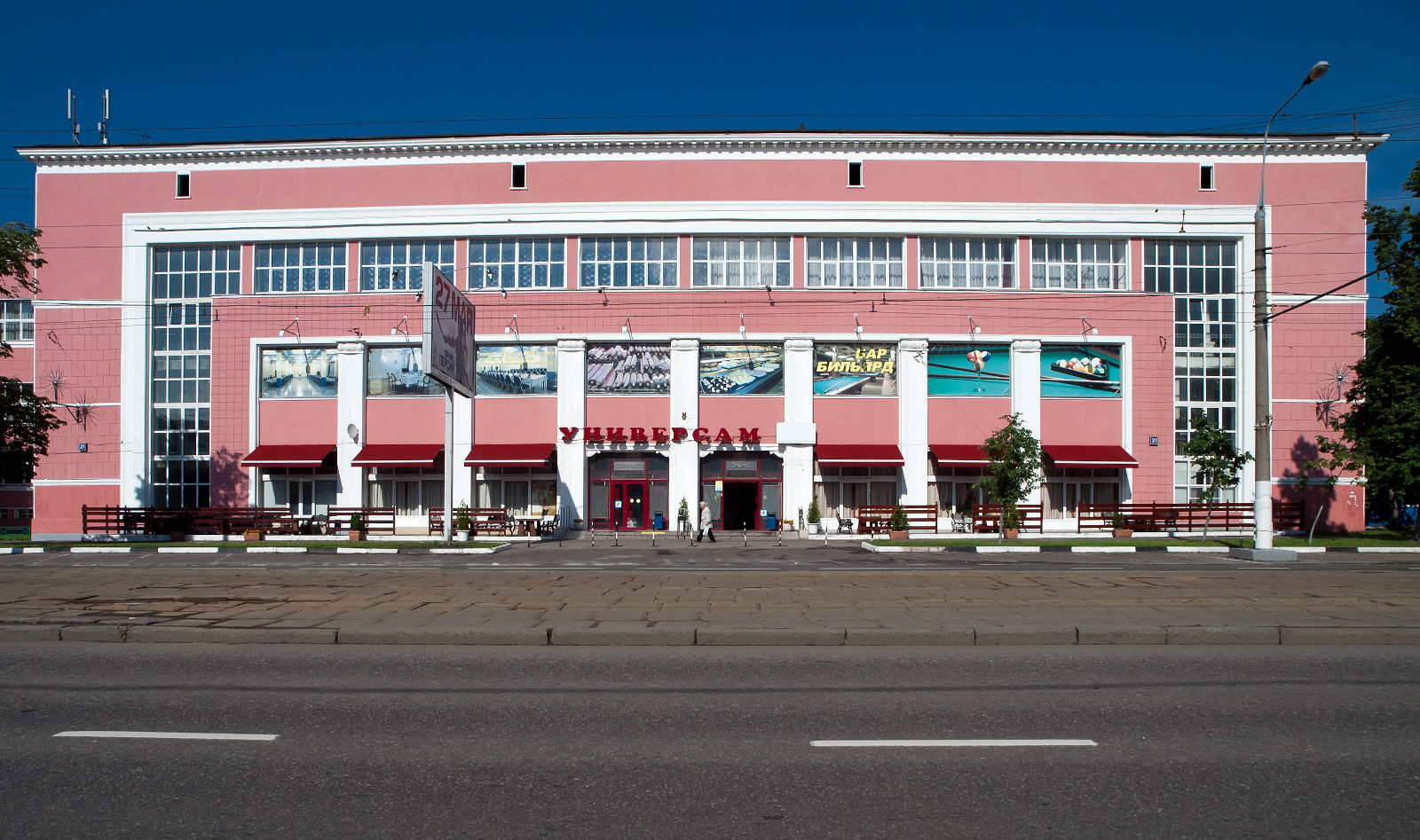
Дом № 21
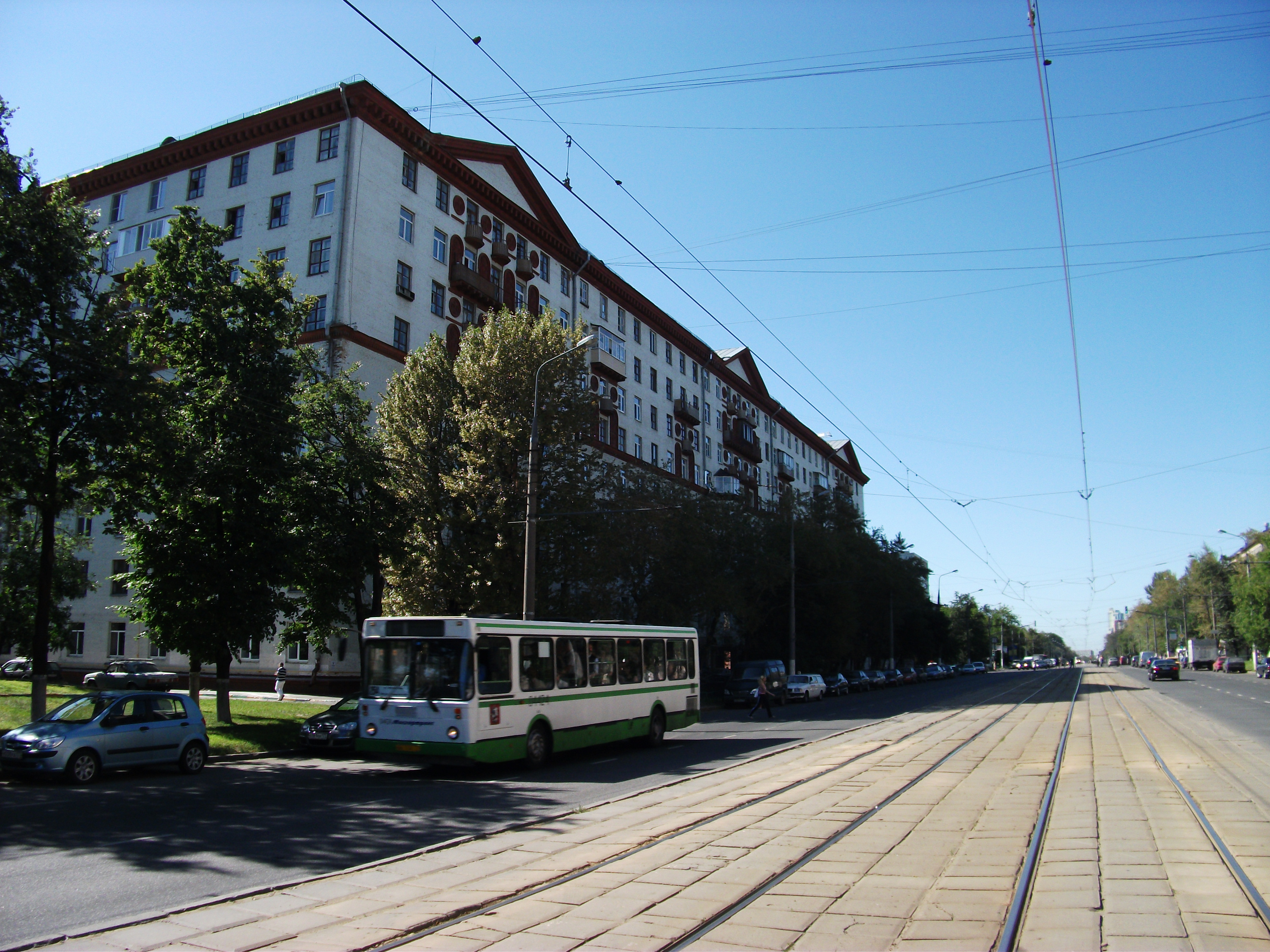
Дом № 30/8
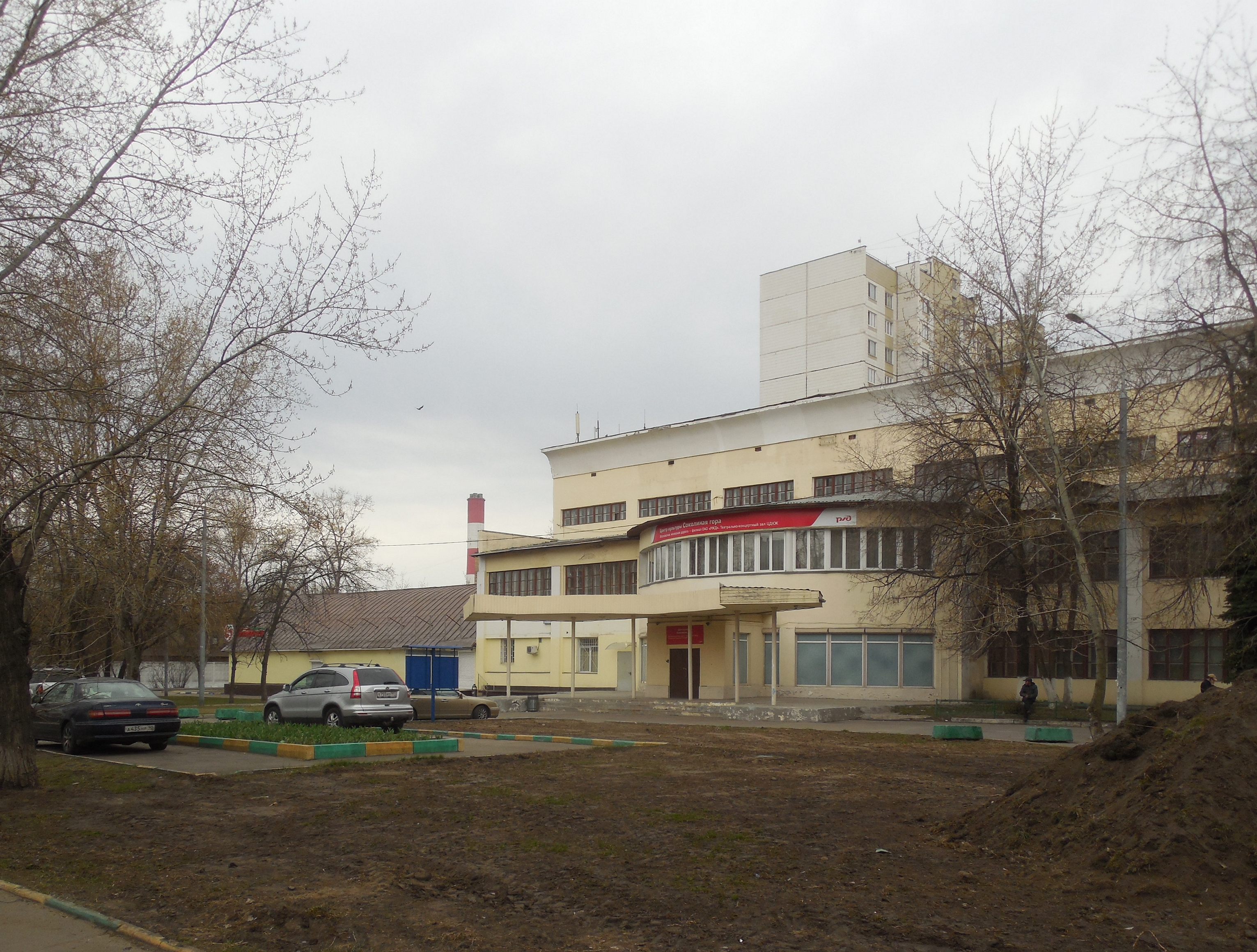
Дом № 32, Центр досуга и культуры «Соколиная Гора»
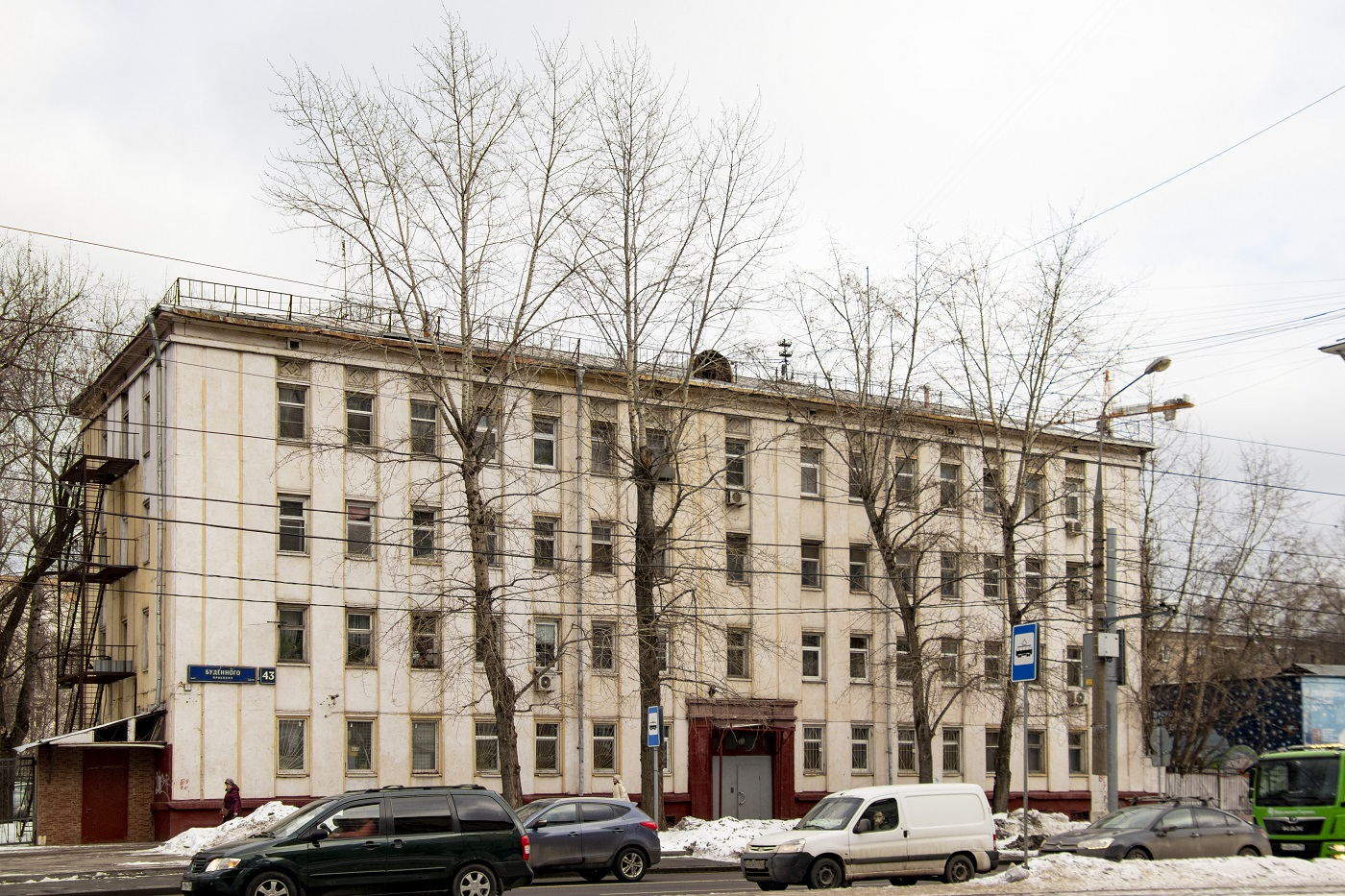
Дом № 43

## Транспорт
По проспекту проходят:
- автобусы: т32, 83, 141, 469, с636, 680, 702
- трамваи: 12, 36